# Melker Falkenberg (1841–1906)
Melker Henrik Gustaf Falkenberg af Bålby, född 2 december 1841 i Linköping, död 9 september 1906 i Norrköping, var en svensk greve, godsägare, militär och riksdagsman.

## Biografi
Falkenberg blev student vid Uppsala universitet 1860 och underlöjtnant vid Svea livgarde 1861. Han avancerade till löjtnant 1862, till kapten 1873 och tog avsked samma år. Som politiker var han ledamot av riksdagens första kammare 1883–1887 invald i Östergötlands läns valkrets. Melker Falkenberg är begravd på Vårdnäs kyrkogård.

### Familj
Falkenberg gifte sig 10 november 1872 i Stockholm med Marie-Louise Blomstedt (1852–1910), dotter till kammarherren Johan Otto Blomstedt och grevinnan Vilhelmina Lovisa Johanna von Schwerin. De fick tillsammans barnen Henrik Otto Falkenberg (född 1874), Anna Maria Vilhelmina Christina Falkenberg (född 1876) som var gift med kammarherren Hans Gustaf Toll, Melker Otto Falkenberg (född 1877), Maria Christina Lovisa Falkenberg (1879–1913) som var gift med överstelöjtnanten Andreas Holmgren, Didrik Hans Falkenberg (1882–1882), Henrietta Fredrika Falkenberg (född 1883) som var gift med kammarherren, greve Gustaf Carl Trolle Bonde af Björnö och Ebba Catharina Falkenberg (född 1887) som var gift med ryttmästaren Nils Ernst Loris P:son Henning.